# صاحب العبد الله
صاحب جاسم العبد الله لاعب سعودي من مواليد (21 يونيو 1977).
بدأ مسيرته الرياضية في أحد اندية الحواري في قرية المطيرفي بالاحساء ثم انتقل إلى نادي الخليج بسيهات في 2003-2004 وفي ظهرت نجوميته بعد مااظهر مهارته بعدها انتقل إلى النادي الأهلي السعودي بجدة في مارس 2004
و هو قائد النادي الاهلي السعودي سابقًا. ثم انتقل إلى نادي نجران في 2012 وفي يونيو 2013 وقع عقد مع النهضة الصاعد من دوري ركاء لاندية الدرجة الأولى وفي صيف 2014 وقع صاحب العبد الله عقدًا مع أحد أندية دوري ركاء وهو نادي الجيل الرياضي
النادي الحالي نادي الصواب

## إنجازاته

### مع الأهلي
- كأس الإتحاد السعودي 2006/07م.
- كأس ولي العهد 2006/07م.
- كأس الخليج للأندية 2008/09م.
- كأس خادم الحرمين الشريفين 2010/11م.
- كأس خادم الحرمين الشريفين 2011/12م.